# Farid Díaz
Farid Alfonso Díaz Rhenals (Valledupar, 1983. július 20. –) kolumbiai válogatott labdarúgó, a Alianza Petrolera játékosa.

## Pályafutása

### Klubcsapatban
Az Atlético Bucaramanga, a Leones, a Junior, az Envigado és a Deportivo Pereira, valamint azAtlético Nacional csapataiban szerepelt. 2017-től a paraguayi Club Olimpia csapatának játékosa.

### A válogatottban
A felnőtt válogatott tagjaként a 2016-os Copa Américán bronzérmet szerzett. A 2018-as labdarúgó-világbajnokságon is részt vett, miután a szűkítés után Frank Fabra megsérült.

## Statisztika
| Kolumbia | Kolumbia | Kolumbia |
| Év       | Mérk.    | Gólok    |
| -------- | -------- | -------- |
| 2016     | 11       | 0        |
| 2017     | 2        | 0        |
| 2018     | 0        | 0        |
| Összesen | 13       | 0        |

## Sikerei, díjai

### Klub
- Club Olimpia
  - Paraguayi bajnok: 2018 Apertura
- Atlético Nacional
  - Kolumbiai bajnok: 2013-I, 2013-II, 2014-I, 2015-II, 2017-I
  - Copa Colombia: 2012, 2013, 2016
  - Copa Libertadores: 2016
  - Superliga Colombiana: 2012, 2016
- Envigado
  - Categoría Primera B: 2007

### Válogatott
- Kolumbia
  - Copa América bronzérmes: 2016